# Секинаев, Юрий Галауевич
Юрий Галауевич Секинаев (род. 17 апреля 1962, Орджоникидзе) — советский и российский футболист, защитник.

## Карьера
Воспитанник СДЮШОР «Спартак» (Орджоникидзе). За свою карьеру выступал в советских командах «Спартак» Орджоникидзе, «Черноморец» Одесса, «Спартак» Москва.
В 1990 году перешёл играть в чехословацкую «Жилину».
С 1991 играл за немецкие клубы «Тюркьемспор-1978» Берлин, «Шпандауэр-1894» Шпандау и «Маккаби» Берлин.
С 1996 по 1999 — играющий главный тренер клуба «Маккаби» Берлин.
В 2002 и 2005 году был тренером «Спартак-Алании» Владикавказ. С мая по октябрь 2004 года был селекционером в «Алании», а с октября по декабрь исполнял обязанности главного тренера.
С 2016 по 2017 год — генеральный директор владикавказского «Спартака».